# Riksskattmästare (Storbritannien)

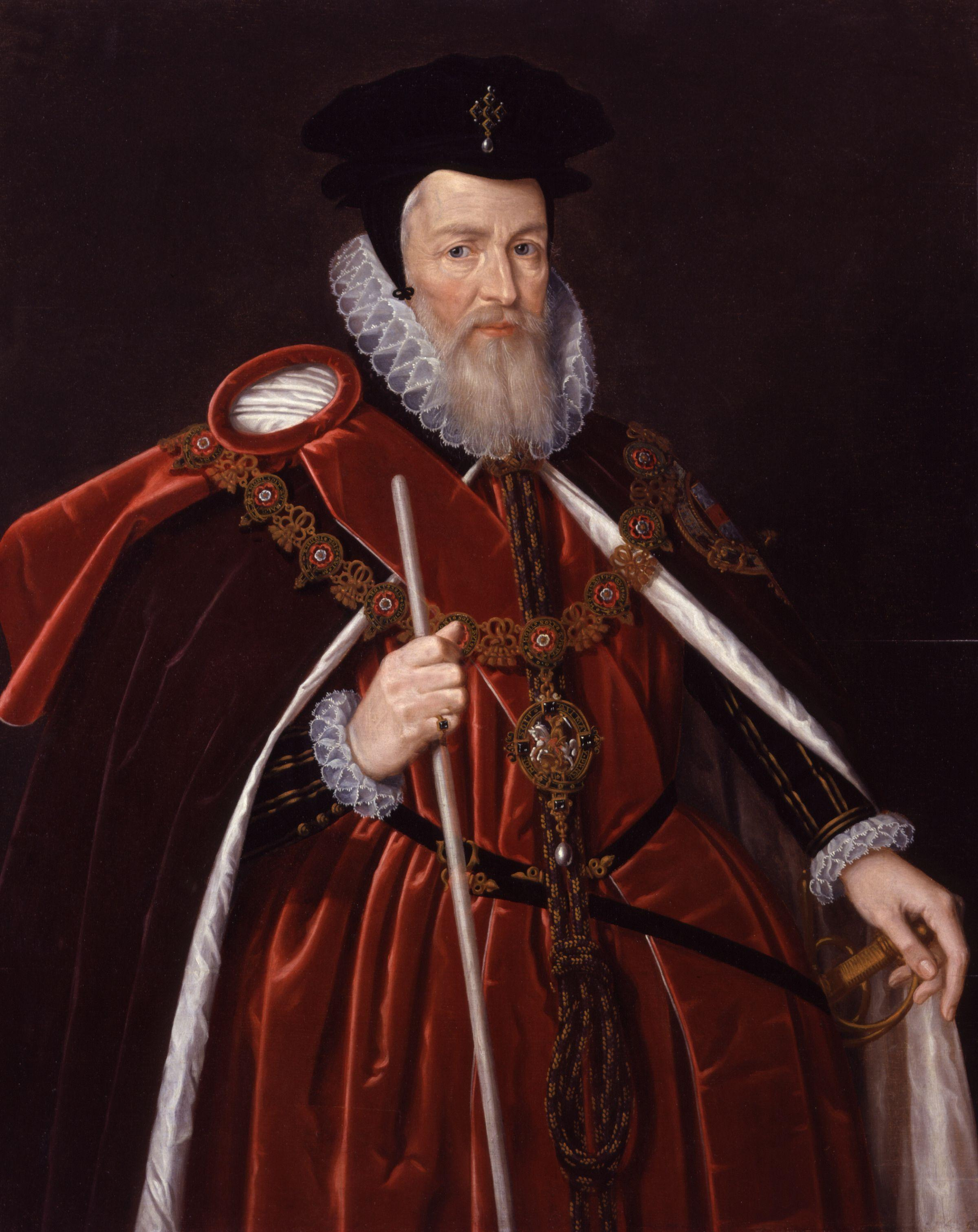
William Cecil, 1:e baron Burghley, var Elisabeth I:s riksskattmästare. Här håller han i en vitmålad stav som var skattmästarens ämbetstecken

Riksskattmästare (engelska: Lord High Treasurer, alternativt Lord Treasurer) var en engelsk ämbetstitel och har varit ett brittiskt regeringsämbete sedan Unionsakterna 1707. En innehavare av ämbetet, om det idag skulle bli tillsatt, skulle vara den tredje högst rankade av riksämbetsmännen i Storbritannien, Great Officers of State, under lordkanslern och över lordpresidenten (Lord President of the Council).
Riksskattmästaren fungerade som chef för HM Treasury, "H.M:s skattkammare", som idag fungerar som Storbritanniens finansministerium.
Sedan 1600-talet har ämbetet ofta inte innehafts av en enda person, utan ämbetet har omvandlats till en kommission med flera personer (ett kollegium med kollegiala beslut). Dessa personer kallas Lords Commissioners of the Treasury och är alltså en styrelse av individer som gemensamt utövar de befogenheter riksskattmästaren har att styra skattkammaren. Medlemmarna i kommissionen kallas skattkammarlorder. Så har det varit oavbrutet sedan 1714, då Charles Talbot, 1:e hertig av Shrewsbury avgick som riksskattmästare. Det händer ibland att andra högre ämbeten i Storbritannien och England kan ersättas av en kommission. T.ex. när lordkanslerns ämbete blir tillfälligt vakant, varvid Lords Commissioners of the Great Seal, "storsigillets lordkommissionärer" inträder som vikarier. När monarken inte närvarar i parlamentet för att öppna det när en ny parlamentarisk session börjar, eller inte närvarar för att godkänna lagar etc. (det senare har inte skett sedan 1854), exempelvis vid en prorogation, görs det också istället av lordkommissionärer.
I modern tid, enligt konvention, inkluderar Lords Commissioners of the Treasury Storbritanniens premiärminister, som vanligtvis tjänstgör som "Förste skattkammarlord" och finansministern, som tjänstgör som "Andre skattkammarlord". Andra regeringsmedlemmar, vanligtvis inpiskare i Underhuset, utses att fungera som Junior Lords Commissioners of the Treasury eller Junior Lords of the Treasury, "junior-skattkammarlorder".